# Santiago de la Guardia Arrué
Santiago de la Guardia Arrué (Parita, 1829-Capellanía, Natá; 19 de agosto de 1862) fue un político colombiano, gobernador del Estado Soberano de Panamá entre 1860 y 1862.

## Primeros años
Sus padres fueron Ramón de la Guardia y Josefa Arrué. De joven se trasladó a Santiago de Veraguas donde recibió educación por parte de tutores privados.
En 1853 fue miembro de la Cámara Provincial de Azuero y durante la guerra civil colombiana de 1854, fue senador representando a la provincia de Azuero. Antes del traslado del congreso a la ciudad de Ibagué, regresó a Panamá junto con Justo Arosemena. Luego fue a Ibagué, pero al momento de llegar las sesiones habían terminado.
El 15 de julio de 1854 viajó a Panamá para participar en la Asamblea Constituyente del Estado de Panamá como diputado por la provincia de Veraguas. El 17 de septiembre de 1855 firmó la Constitución Política del Estado de Panamá en calidad de designado. Fungió como diputado de la Asamblea Legislativa del Estado de Panamá hasta 1858.

## Gobernador del Estado de Panamá
A pesar de iniciarse una guerra civil en el país en 1860, el Estado de Panamá se mantuvo en calma y se realizaron elecciones a gobernador, donde De la Guardia las ganó. A pesar de ser conservador, propulsó algunas ideas liberales, recibiendo el apoyo de esta facción. Asumió el cargo de gobernador el 1 de octubre y nombró al liberal Gil Colunje como su secretario de Estado, pero ante la renuncia unos meses después, fue reemplazado por Francisco de Fábrega.
De la Guardia hizo lo posible por impedir la entrada de Panamá a la guerra civil, negándose a pactar con los gobernadores del Estado Soberano del Cauca y del Estado Soberano de Bolívar, quienes conspiraban contra el gobierno. Posteriormente, el 6 de septiembre de 1861 se realizó el Convenio de Colón y que fue suscrito por Manuel Murillo Toro y Bernardo Arce Mata, secretario del Estado de Panamá en sustitución de Fábrega. En dicho convenio, se buscó el consenso entre liberales y conservadores, Panamá se confederaría dentro de los Estados Unidos de Colombia tal como buscaba la revolución, a cambio de reconocer la neutralidad del istmo en el conflicto y se daría su soberanía política.

## Muerte
A pesar del convenio, el presidente colombiano Tomás Cipriano de Mosquera no lo consideró y envió a Panamá un destacamento del ejército comandado por el coronel Peregrino Santacoloma, supuestamente con fines pacíficos. Santacoloma exigió a De la Guardia puntos que entraban en conflicto con el convenio, pero el gobernador rechazó dichas pretensiones. Teniendo pocos recursos para ejercer su autoridad, De la Guardia trasladó la capital del Estado de Panamá a Santiago de Veraguas el 1 de julio de 1862, junto con el secretario del Estado Pablo Arosemena y varios funcionarios gubernamentales.
Los liberales en la Ciudad de Panamá, quienes estaban apoyando la revolución, aprovecharon la ausencia de poder para seguir los propósitos del coronel Santacoloma. El 25 de julio de 1862, el líder liberal, el coronel Buenaventura Correoso desconoció la autoridad residente en Santiago y se designó gobernador provisional del Estado a Manuel María Díaz. Días después, Correoso se unió con el coronel Gabriel Neira y se desplazaron al interior para someter a de la Guardia.
Las fuerzas del gobierno lideradas por Francisco de Fábrega, propusieron a nombre del gobernador el reconocimiento del gobierno de facto de Díaz, pero otros puntos fueron incompatibles, por lo que se decidió resolver en combate. El 19 de agosto de 1862, las fuerzas se encontraron en el paso de Capellanía, cerca del río Chico en Natá. Las fuerzas de Fábrega fueron derrotadas ante el ejército liberal, y el propio gobernador de la Guardia fue muerto en combate.